# Walesbolus lobatus
Walesbolus lobatus är en mångfotingart som beskrevs av Karl Wilhelm Verhoeff 1928. Walesbolus lobatus ingår i släktet Walesbolus och familjen slitsdubbelfotingar. Inga underarter finns listade i Catalogue of Life.